# Selda Akgöz
Selda Akgöz (Zonguldak, 9 de juny de 1993) és una jugadora de futbol turca. Juga al Trabzon İdmanocağı de portera. Akgöz també juga a la selecció nacional turca de futbol femení.